# 1992年バルセロナオリンピックの北朝鮮選手団
1992年バルセロナオリンピックの北朝鮮選手団（1992ねんバルセロナオリンピックのきたちょうせんせんしゅだん）は、1992年7月25日から8月9日にかけてスペインのカタルーニャ州バルセロナで開催された1992年バルセロナオリンピックの北朝鮮選手団、およびその競技結果。

## 概要
今大会は金メダル4個、銅メダル5個、合計9個のメダルを獲得した。

## メダル
| メダル | 選手名         | 競技       | 種目       |
| ------ | -------------- | ---------- | ---------- |
| 金     | ペ・ギルス     | 体操       | 男子あん馬 |
| 金     | キム・イル     | レスリング | 男子48kg級 |
| 金     | リ・ハクソン   | レスリング | 男子52kg級 |
| 銅     | キム・ヨンシク | レスリング | 男子57kg級 |